# Oratoriáni
Oratoriáni či Kongregace oratoria sv. Filipa Neri je katolická kongregace kněží a laiků, založená roku 1575 svatým Filipem Neri v Římě. Zkratka za jménem je CO (Congregatio Oratorii).

## Popis
Tvoří ji samostatné "domy", kde žijí společně kněží a laici, neskládají však žádné sliby ani nenosí řeholní oděv. Mají společné modlitby a jinak se věnují různým činnostem ve farnosti, ve školách nebo v charitativní službě. Nemají nejvyššího představeného, ale představitelé domů si pravidelně volí svého zástupce, který sídlí v Římě a obstarává styky s papežskou kurií. Mezi oratoriány byla i řada významných učenců.

## Historie

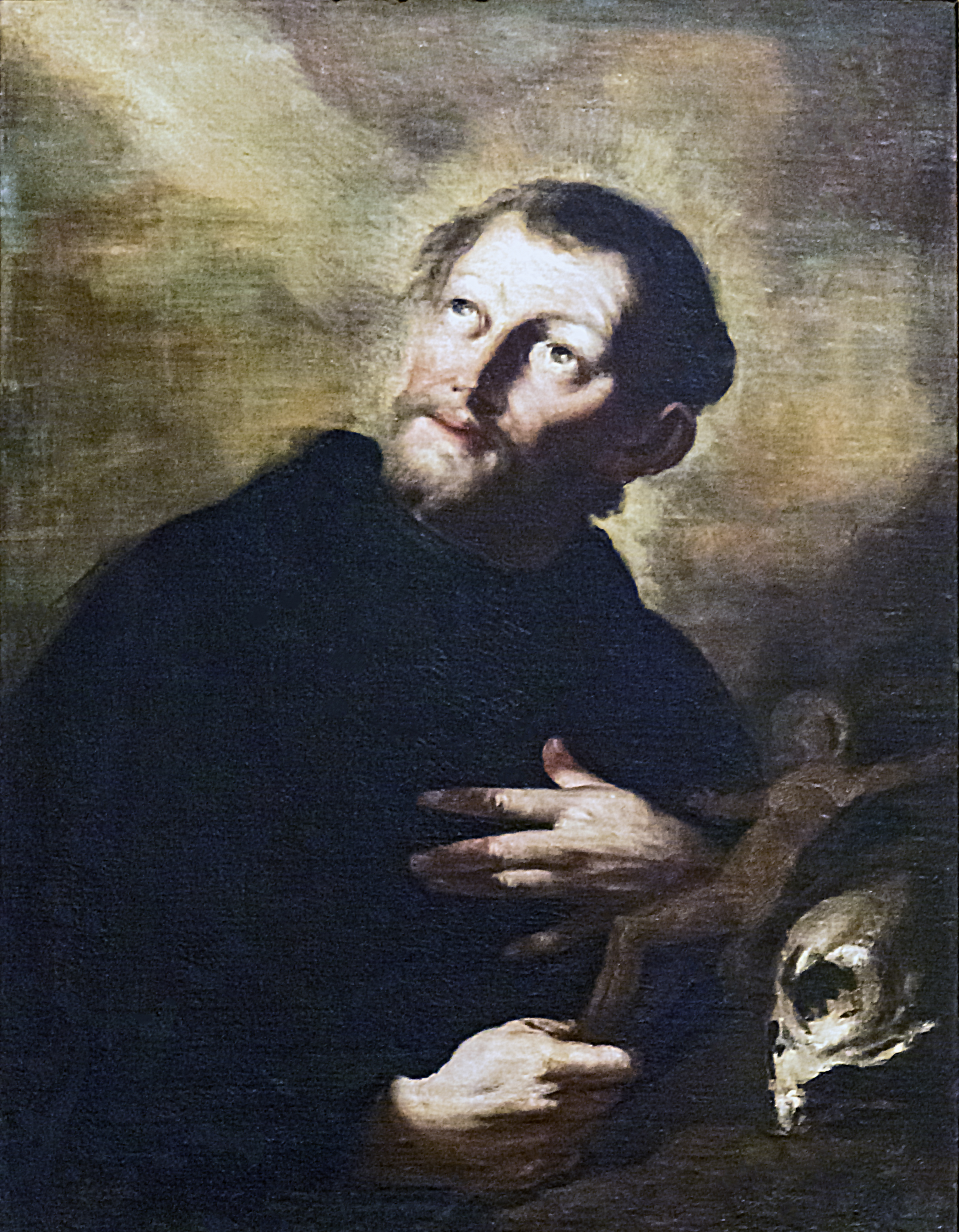
Filip Neri, zakladatel Oratoriánů

První oratorium vzniklo v Římě, kde se ve farnosti Filipa Neri pravidelně scházeli přátelé ke společným bohoslužbám, diskusím a koncertům. Hudební složku setkání Oratoria vedl slavný skladatel a varhaník Giovanni Pierluigi da Palestrina, z čehož vznikl název oratorium pro náboženský hudební útvar, zpívaný v lidovém jazyce místo v latině.
Po vzoru Oratoria Filipa Neri založil francouzský kardinál Pierre de Bérulle roku 1613 podobné sdružení Oratoire de France, které se stará také o výchovu kněží.

## Současnost
V současné době je po světě asi 70 oratoriánských domů s asi 500 kněžími, nejvíce v Itálii, v Německu, v USA a v Polsku. Oratoria jsou i ve Velké Británii, ve Francii, v Jižní Americe a v dalších zemích.

## Významní oratoriáni
- Sv. Filip Neri (1515-1595)
- Francesco Maria Tarugi (1525-1608)
- Caesar Baronius (1538-1607), historik
- Pierre de Bérulle (1575-1629), mystik a státník
- Jan Eudes (1601-1680)
- Nicolas Malebranche (1638–1715), filosof, teolog a vědec
- sv. John Henry Newman (1801-1890), teolog, filosof a kardinál
- Sv. František Saleský (1567–1622)
- Nicolas Malebranche (1638–1715)
- Richard Simon (1638–1712), orientalista a biblista
- Augustin Theiner (1804-1874), církevní historik
- Alfonso Capecelatro di Castelpagano (1824-1912)
- Louis Bouyer (1913-2004)
- Wolfgang Trilling (1925-1993), teolog a biblista